# SEGA Forever
SEGA Forever è una raccolta di videogiochi SEGA distribuiti per iOS e Android nel 2017. I titoli sono free-to-play con presenza di pubblicità.
Il 22 giugno 2017 Sega ha reso disponibili cinque titoli per Sega Mega Drive, alcuni dei quali già pubblicati in passato su App Store: Sonic the Hedgehog, Altered Beast, Phantasy Star II, Kid Chameleon e Comix Zone. Nella raccolta sono inclusi The Revenge of Shinobi, Ristar, Virtua Tennis Challenge, Golden Axe, Space Harrier II, Beyond Oasis, DecapAttack, ESWAT: City under Siege, Sonic the Hedgehog 2, Streets of Rage, Gunstar Heroes, Sonic CD, Crazy Taxi e Streets of Rage 2.
A settembre 2023 alcuni giochi sono stati rimossi da App Store e Google Play.